# Casa del Estado de Nueva Jersey
La Casa del Estado de Nueva Jersey (en inglés, New Jersey State House) se encuentra en Trenton y es el edificio del capitolio del estado estadounidense de Nueva Jersey. Construida en 1792, es la tercera casa estatal más antigua en uso legislativo continuo en los Estados Unidos; sólo el Capitolio de Maryland en Annapolis y el Capitolio de Virginia en Richmond son más antiguos. El edificio alberga las dos cámaras de la Legislatura (el Senado y la Asamblea General ), así como las oficinas del gobernador, el vicegobernador y varios departamentos del gobierno estatal. El edificio es el edificio del capitolio más cercano a una frontera estatal de cualquier capitolio estatal: el frente sur del edificio tiene vista al río Delaware con vista a la vecina Morrisville, Pensilvania, y un puente a Pensilvania se encuentra a poca distancia a pie a unas pocas cuadras de distancia. El edificio también se encuentra casi exactamente en línea recta entre Center City, Filadelfia y el centro de Manhattan.

## Historia
Después de que la Legislatura se trasladó a Trenton desde Perth Amboy en 1790, compró terrenos por 250 £ y 5 chelines. La construcción de la nueva casa estatal, diseñada por el arquitecto Jonathan Doane, con sede en Filadelfia, comenzó en 1792. El edificio originalmente tenía un campanario en lugar de una cúpula. Estaba cubierto de estuco, medía 45,7 x 15,2 m y albergaba las cámaras del Senado y la Cámara en alas opuestas. Las cámaras legislativas estaban en el primer piso: el Senado (entonces el Consejo Legislativo) en el oeste y la Asamblea General en el este. Las oficinas del gobernador y judicial ocuparon el segundo piso.

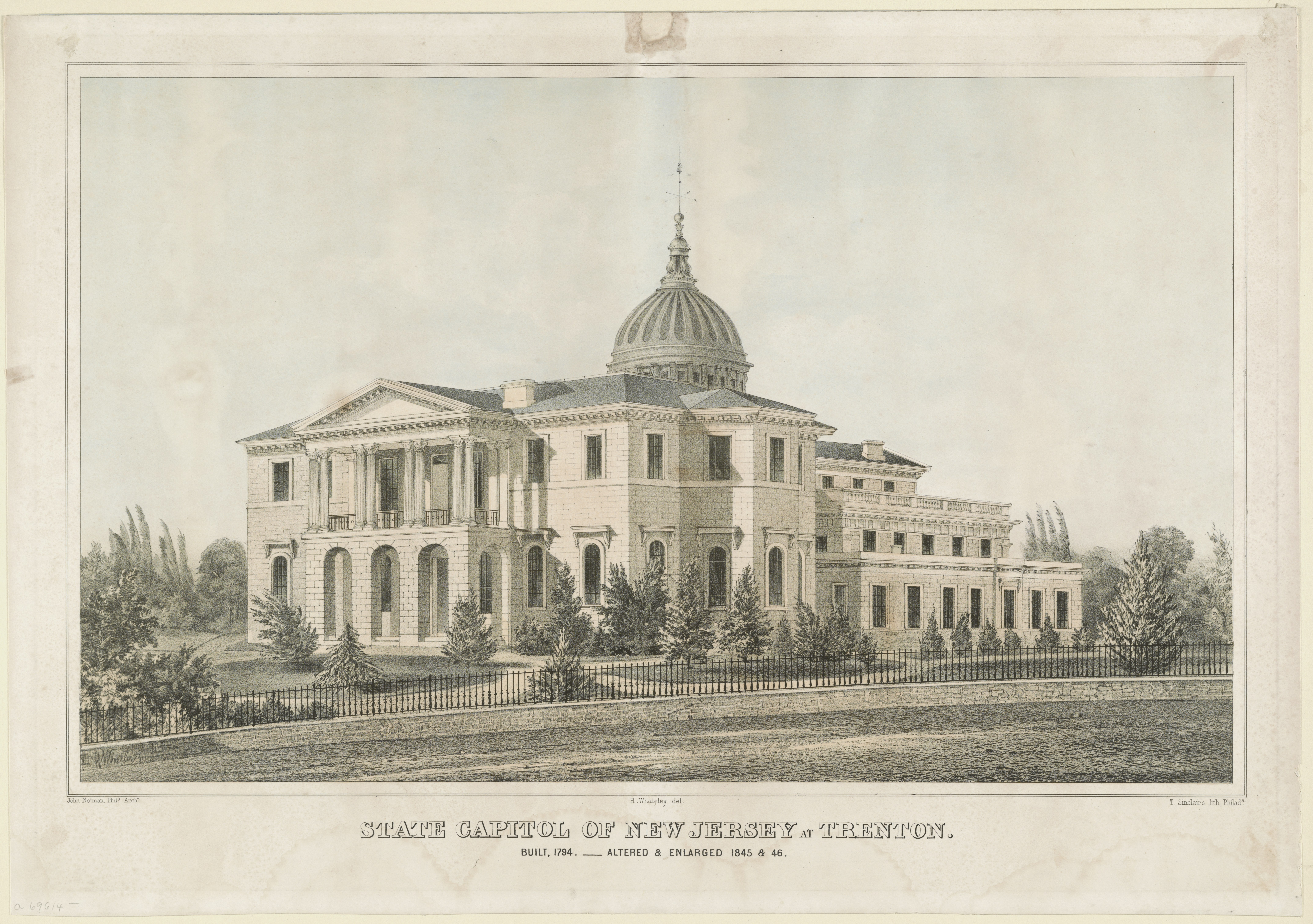
La primera Casa del Estado, en 1792

Para satisfacer las demandas del estado en crecimiento, la estructura fue ampliada varias veces durante el siglo XIX, por destacados arquitectos como John Notman de Filadelfia, quien creó el ala de oficinas en el lado norte en 1845 También fue durante este tiempo que State House ganó su cúpula icónica que descansa sobre el edificio en su punto más alto.
Samuel Sloan, también de Filadelfia, diseñó nuevas alas para albergar ambas cámaras legislativas en 1871 y la se desarrollò un año más tarde. El 21 de marzo de 1885, un gran incendio destruyó el ala de la calle State. No hubo víctimas mortales y ña mayoría de los documentos históricos se salvaron.
En 1899 Lewis Broome, de Jersey City, dirigió la reconstrucción del edificio. Usó un raro ladrillo pigmentado de Lippincott Brick Co. de Farmingdale. El ladrillo utilizado fue de un color único en la región. En esta obra se agregó una nueva rotonda y una cúpula que permanecen como están hoy.
El arquitecto de Merchantville, Arnold Moses, reconstruyó el ala del Senado al estilo renacentista estadounidense. El ala se amplió utilizando formas neoclásicas y ricos tratamientos decorativos y se ha mantenido intacta desde entonces.
Tanto en 1906 como en 1911 y 1912, el edificio estaba nuevamente en construcción para expandirse en su ala este y oeste. La Casa del Estado de Nueva Jersey alcanzó su tamaño actual en 1911 cuando un bloque de oficinas de cuatro pisos reemplazó la estructura original de 1792. El único cambio importante desde entonces ha sido la modernización del corredor principal en 1950. Un plan de 1960, pedía el reemplazo de las secciones más antiguas de la estructura con cámaras legislativas modernas, sin embargo, nunca se implementó.

### Renovación

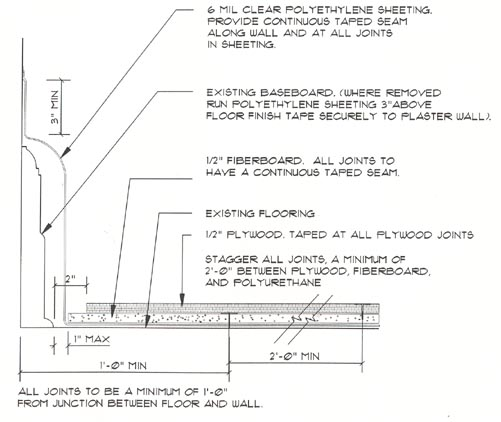
Dibujos de trabajos en los años 1990

En 1987 se inició un largo proyecto de renovación y restauración. El proyecto abarcó la sección legislativa del edificio, una mejora de los sistemas mecánicos y eléctricos y la construcción de la Adición Sur (espacio de oficinas). En esta renovación participaron cientos de artesanos y trabajadores. Se agregó un Centro de Bienvenida, cafetería y plaza ajardinada. Bajo la Ley de Inclusión de las Artes en los Edificios Públicos de Nueva Jersey. También se encargó a los artistas estatales que crearan obras de arte para conmemorar nuevos capítulos en la historia de la capital.
Una restauración de 300 millones de dólares de todo el edificio, que estaba en mal estado, comenzó en 2017. Está previsto que las obras terminen en 2023.

## Diseño
La Casa del Estado de Nueva Jersey es inusual entre los edificios del capitolio estatal en los Estados Unidos, la mayoría de los cuales recuerdan al Capitolio de los Estados Unidos. El edificio consta de dos estructuras paralelas conectadas por la rotonda con cúpula, que se asemeja a la letra H, con su brazo largo paralelo a State Street. Un ala de pórtico larga, agregada por Notman y posteriormente ampliada, se extiende hacia el oeste desde la rotonda hacia el río Delaware. A este pórtico, se han agregado una serie de estructuras arquitectónicamente diferentes y de formas inusuales. Estas estructuras han sido objeto de renovaciones posteriores para fusionarlas con el ala original. 
La Casa del Estado no está ubicada en un campus similar a un parque, como muchas casas estatales, sino que está integrada en un entorno urbano a lo largo de la histórica State Street y está rodeada por otros edificios legislativos. La vista más panorámica del edificio es desde el oeste, cerca del río Delaware, y es el lado dominado por las diversas adiciones. La oficina del gobernador ocupa la parte restante de la Casa del Estado original de 1792.
Vista desde la calle State, la cúpula es apenas visible y hay poco sentido de la escala o el diseño del edificio. La cúpula está cubierta con 48 000 piezas de pan de oro, está realizada en hierro fundido y pesa 93 276 kg. En la rotonda está escritaa L frase latina Fiat Justitia Ruat Coelum (Tiene que haber justicia aunque se caigan los cielos).
Ee ofrecen recorridos que generalmente incluyen las galerías de las cámaras del Senado y la Asamblea, las salas de conferencias del partido, la rotonda y la sala de recepción de la Oficina del Gobernador. Los maestros de escuelas intermedias y secundarias pueden recibir una subvención del Instituto Eagleton para cubrir el costo de transporte para excursiones para realizar recorridos por la Casa del Estado de Nueva Jersey.

## Galería

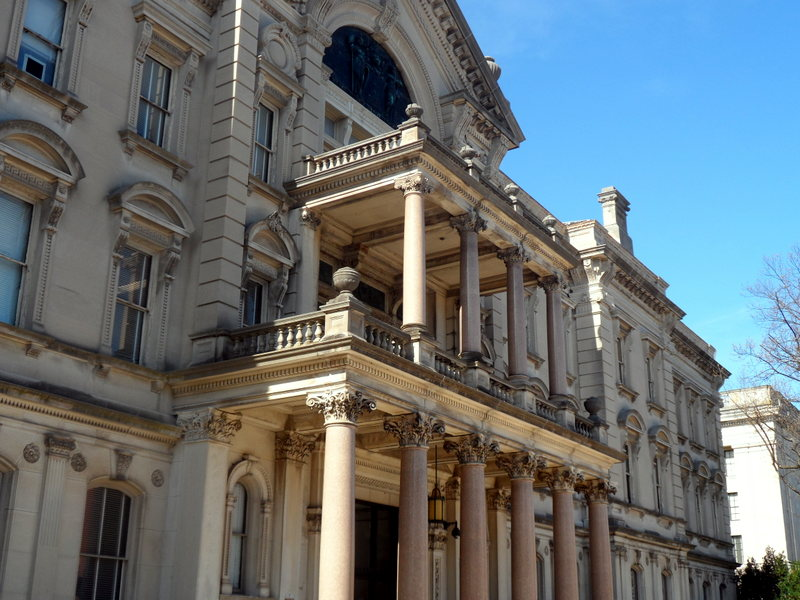
Columnas corintias en el exterior
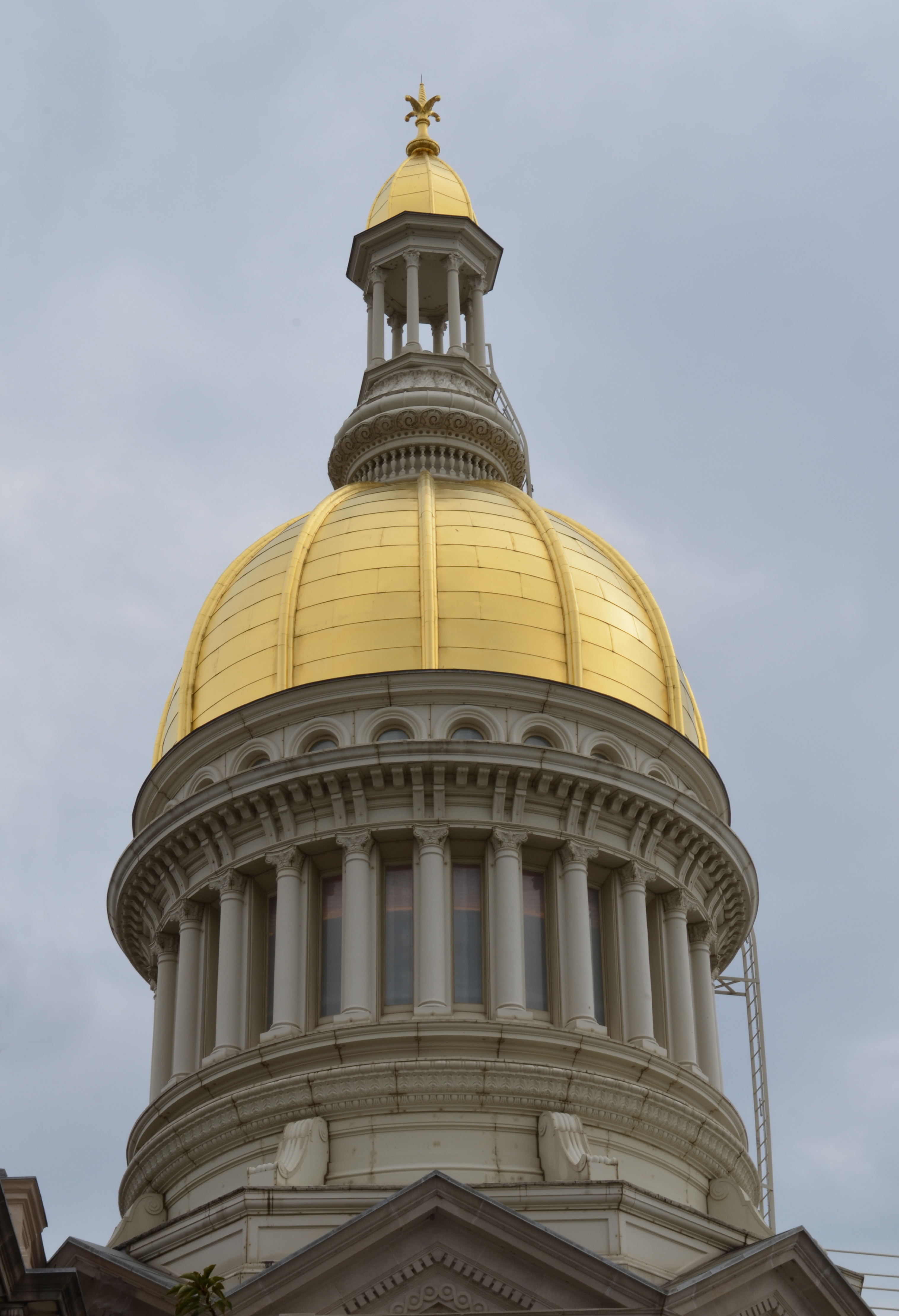
El domo
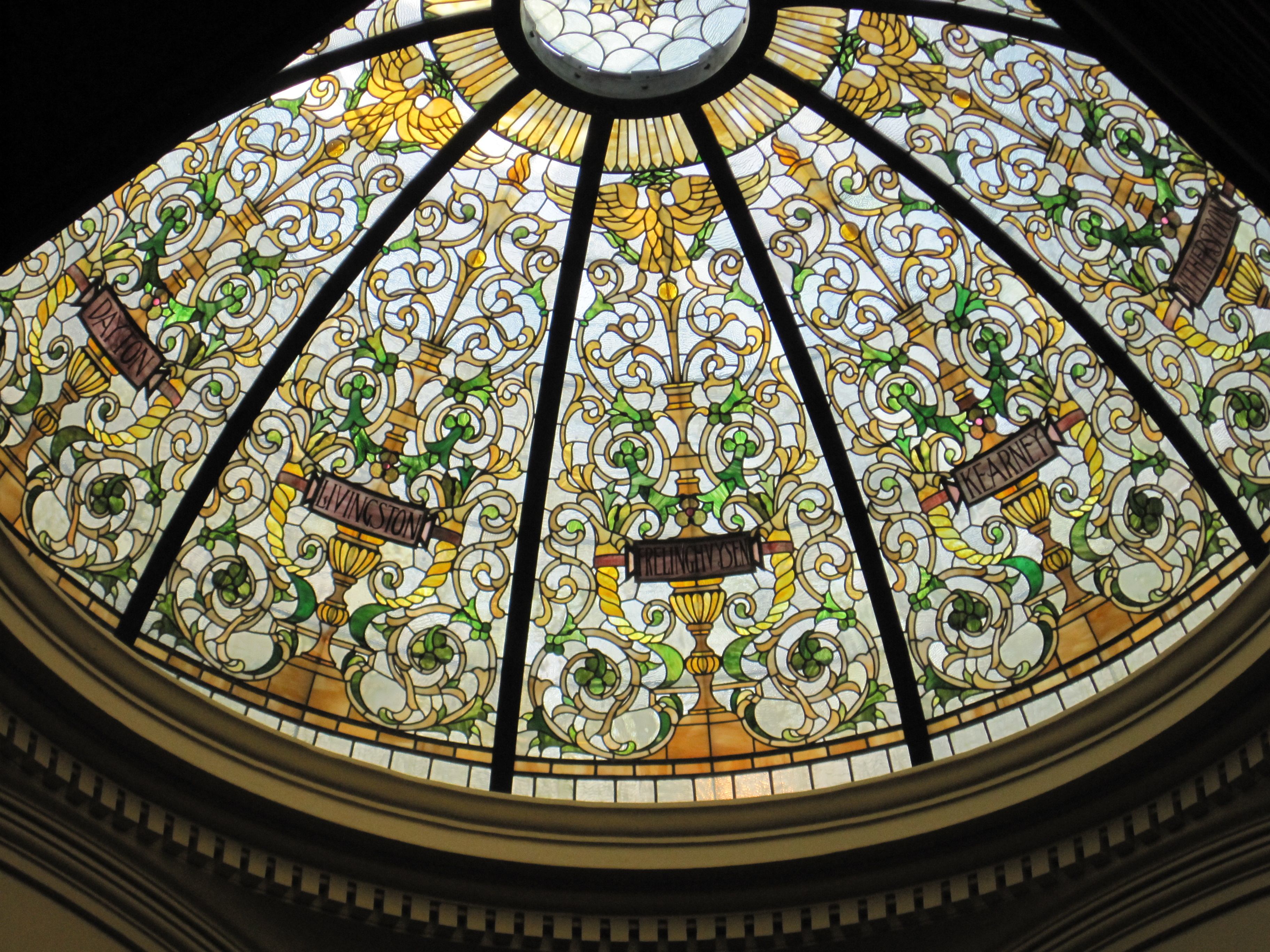
Vista interior del domo
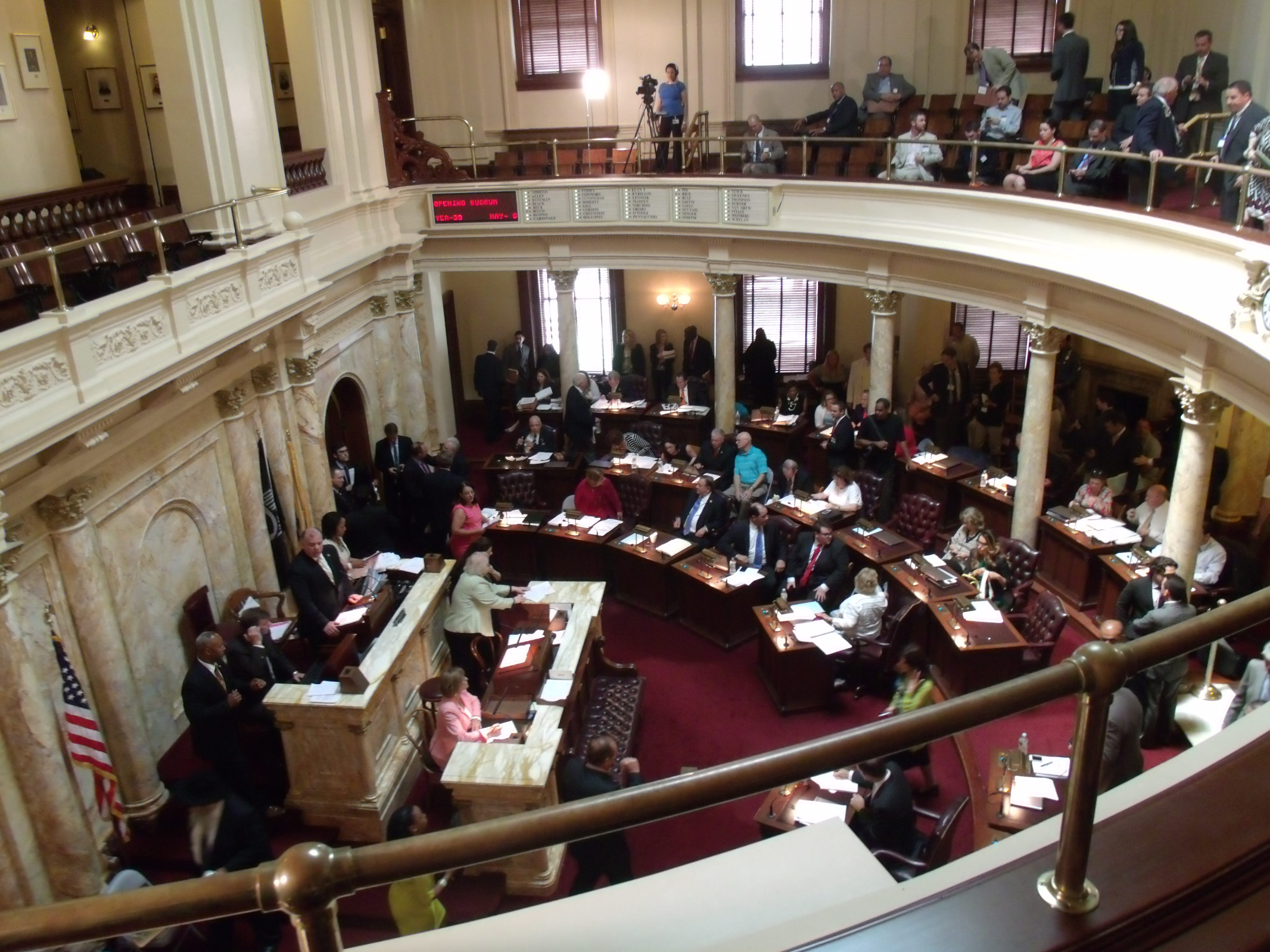
Senado
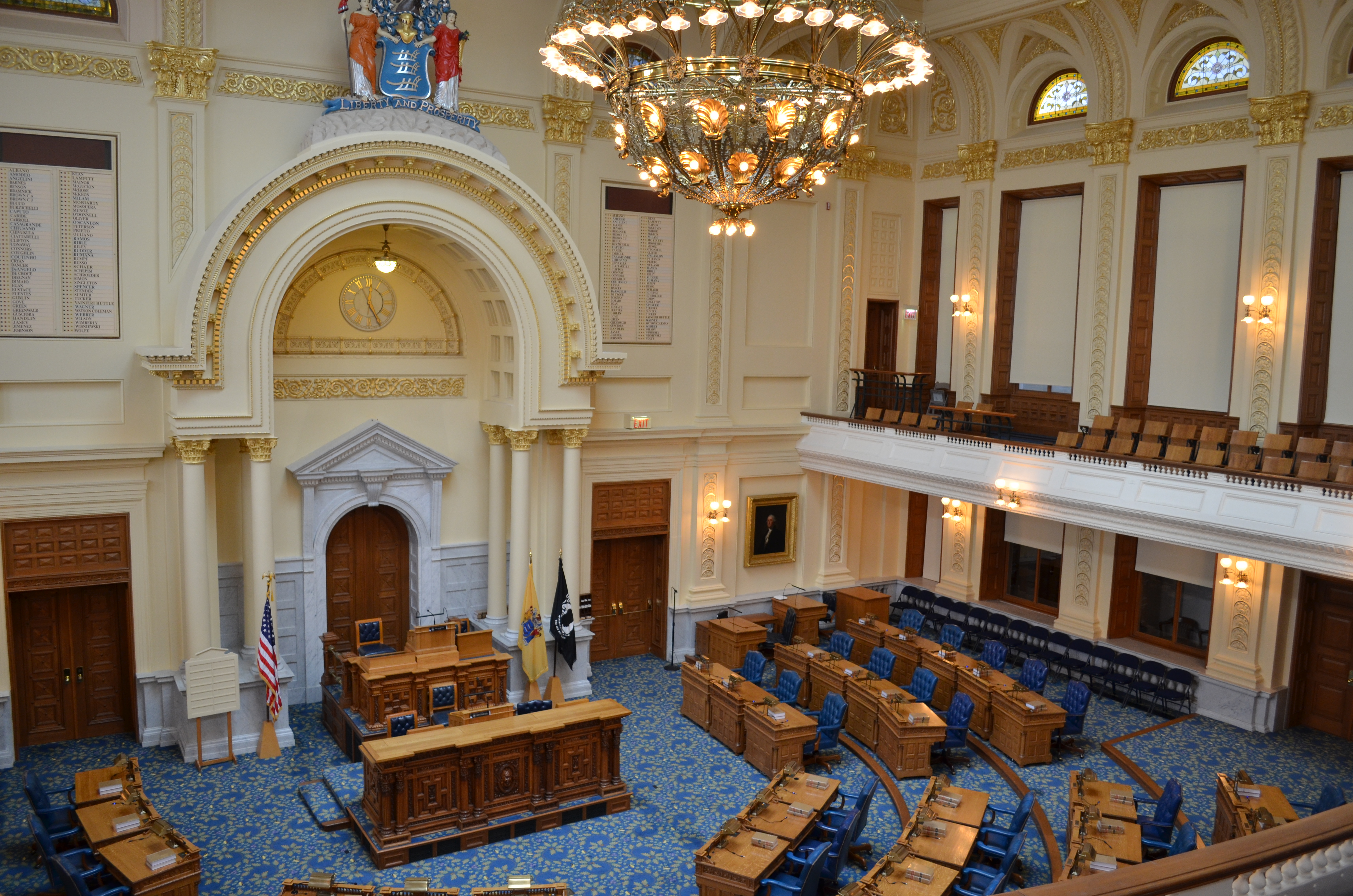
La Asamblea General
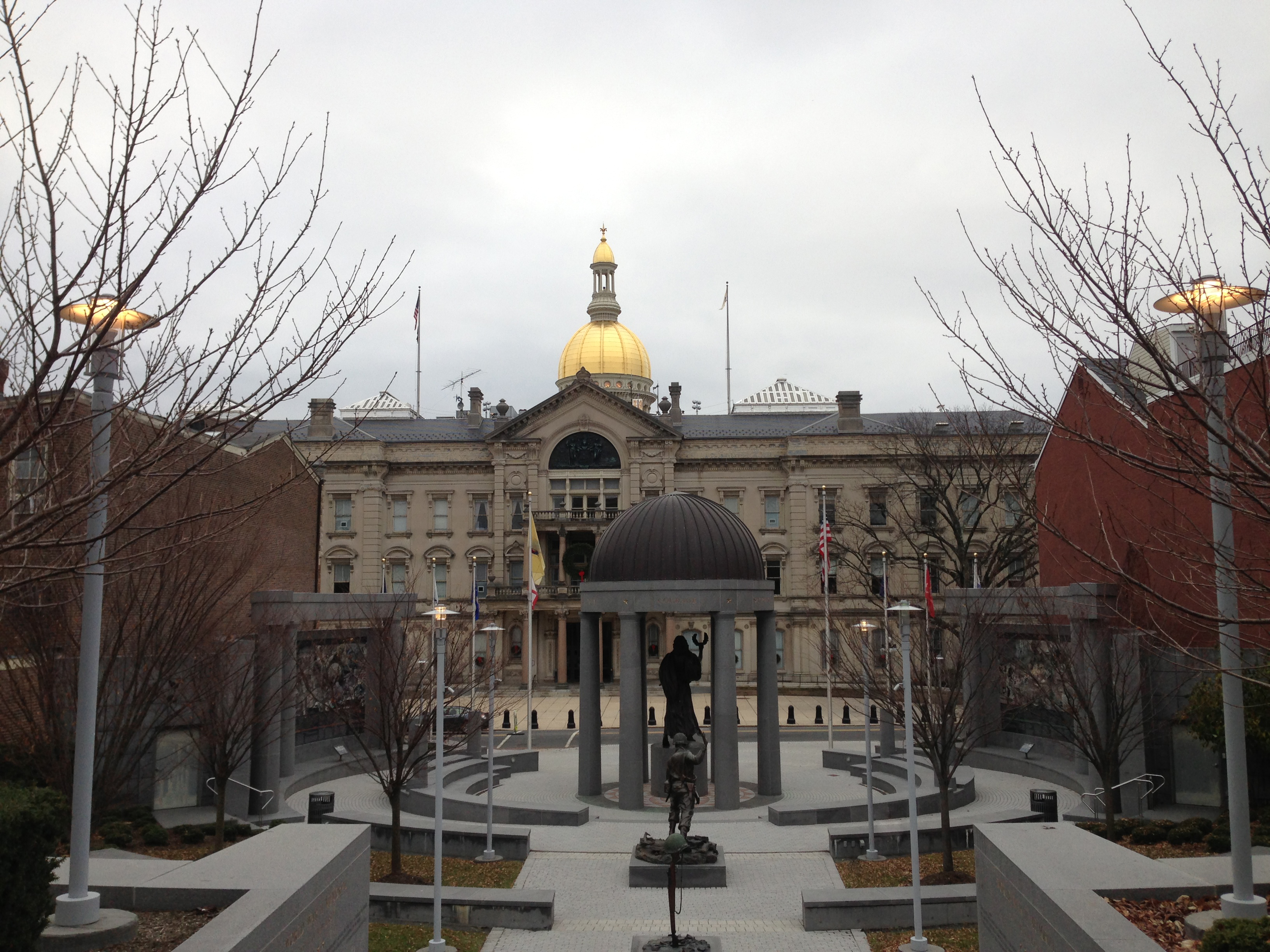
Munumento de la Segunda Guerra Mundial